# ایریور
ایریور (انگلیسی: Iriver) شرکت الکترونیک کره‌ای است، که در سال ۱۹۹۹ تأسیس شد.